# 馬里亞京
51°1′11″N 29°20′50″E / 51.01972°N 29.34722°E
馬里亞京（烏克蘭語：Мар'ятин），是烏克蘭北部的村莊，隸屬日托米爾州的科羅斯滕區。該村始建於1780年，面積0.97平方公里，海拔高度156米，2001年人口72，人口密度每平方公里74.46人。